# Abd-al-Wàhid (nom)
Abd-al-Wàhid és un nom masculí teòfor àrab islàmic (àrab: عبد الواحد, ʿAbd al-Wāhid) que literalment significa ‘Servidor de l'U’, essent «l'U» un dels epítets de Déu. Si bé Abd-al-Wàhid és la transcripció normativa en català del nom en àrab clàssic, també se'l pot trobar transcrit Abdul Wahid... normalment per influència de la pronunciació dialectal o seguint altres criteris de transliteració. Com a teòfor, també el duen molts musulmans no arabòfons que l'han adaptat a les característiques fòniques i gràfiques de la seva llengua.
Vegeu aquí personatges i llocs que duen aquest nom.